# Påvel Kyle
Påvel Klasson Kyle, död efter 1513 och före 1528, var ett svenskt riksråd.

## Biografi
Han var 1464 häradshövding i Norra Möre härad och lagman i Ölands lagsaga 1495-1499.  Han var riksråd 1495–1499 och 1507–1510.
I egenskap av riksråd var han ombud vid unionsmötet i Kalmar 1495. Påvel Kyle stod vid det danska infallet 1497 på Sten Stures sida samt var en av Hemming Gadhs underbefälhavare vid försvaret av Kalmar län mot kung Hans 1505–1508. Därmed blev hans gårdar i Barkestorp i grunden skövlade och han erhöll därför 1506 i ersättning som förläning Vaksala härad i Uppland av riksföreståndaren Svante Nilsson Natt och Dag (Sture).

### Familj
Kyle gifte sig första gången 12 oktober 1472 (morgongåva på Kalmar slott) med Sigrid Eriksdotter Ryning. Hon dotter till riddaren Erik Ryning och Christina Eriksdotter (Ugerup). De fick tillsammans barnen slottsloven Klas Kyle på Stockholms slott och lagmannen Johan Kyle (död 1542) i Ölands lagsaga.
Kyle gifte sig andra gången 1491 i Barkestorps församling med Magdalena Björnsdotter. Hon var dotter till Björn Jönsson (två pukehorn) i Ulvsunda och Catharina Ragvaldsdotter. De fick tillsammans barnen krigsöversten Erik Kyle, riddaren Göran (Örjan) Kyle och nunnan Catharina Kyle (död 1541) i Vadstena kloster.